# 바세나르

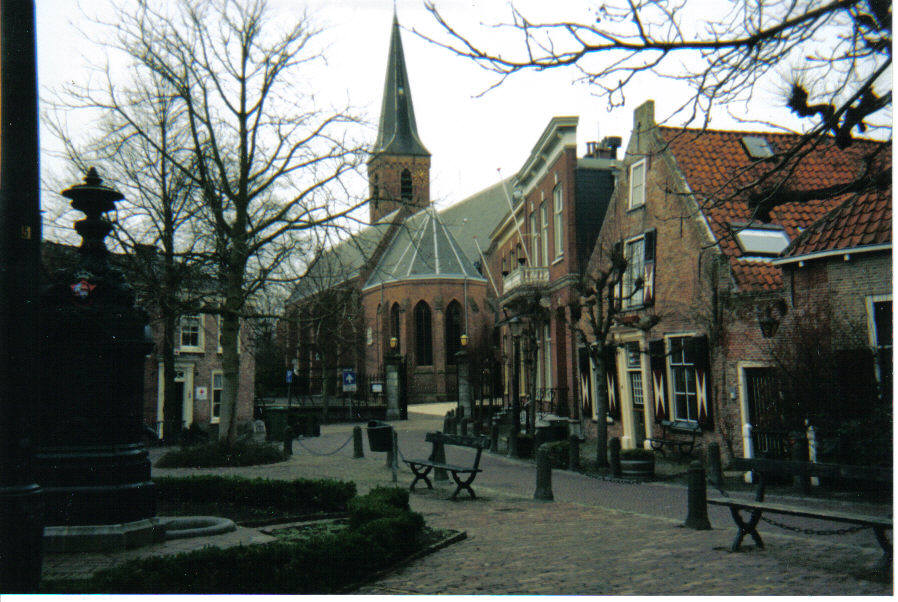
바세나르

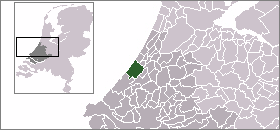
바세나르의 위치

바세나르(네덜란드어: Wassenaar)는 네덜란드 자위트홀란트주의 도시로 면적은 62.37km2, 높이는 1m, 인구는 25,768명(2014년 5월 기준), 인구 밀도는 506명/km2이다.

시기
시 문장